# Hoplismenus
Hoplismenus (лат. , от др.-греч. ὡπλισμένος «вооружённый») — род наездников из семейства Ichneumonidae (подсемейство Ichneumoninae).

## Распространение
Распространены широко — в Голарктике, Палеарктике, в Северной Америке. Описано около 20 видов.

## Описание
Мелкие наездники, длина тела в среднем 5 мм.

## Экология
Представители рода — эктопаразиты мелких чешуекрылых.

## Список видов
Некоторые виды рода:
- Hoplismenus albifrons Gravenhorst, 1829
- Hoplismenus axillatorius Thunberg, 1824
- Hoplismenus bidentatus Gmelin in Linnaeus, 1790
- Hoplismenus bispinatorius Thunberg, 1824
- Hoplismenus caucasicus Clément, 1927
- Hoplismenus cornix Kriechbaumer, 1890
- Hoplismenus krapinensis Hensch, 1928
- Hoplismenus lamprolabus Wesmael, 1857
- Hoplismenus pica Wesmael, 1855
- Hoplismenus simulator Kokujev, 1909
- Hoplismenus terrificus Wesmael, 1848
- Hoplismenus tyrolensis Clément, 1927